# Batalla de Villagodio
La batalla de Villagodio va ser una batalla de la guerra del francès.

## Antecedents

Campanyes franceses

Després de la desastrosa Convenció de Sintra, en la qual es va permetre la repatriació de les tropes franceses derrotades en la batalla de Vimeiro, els comandants de l'exèrcit britànic (inclòs Arthur Wellesley, futur Duc de Wellington) van ser cridats a la seva pàtria per enfrontar-se a una recerca. D'aquesta forma, les tropes expedicionàries britàniques a Espanya i Portugal van ser deixades al comandament de John Moore, un militar conegut per la seva reforma en les tàctiques de la infanteria lleugera.
Napoleó en persona dirigeix un exèrcit a Espanya, i els francesos van entrar a Madrid el 4 de desembre, Napoleó va seguir perseguint John Moore fins Astorga l'1 de gener i va ordenar a Soult que continués la persecució de Moore, que es va veure obligat a evacuar la península al port de la Corunya i evacuar la península, no sense abans atacar Soult, enviant la cavalleria de Henry William Paget de reconeixement per davant de la infanteria, derrotant-lo a la batalla de Sahagún. La retirada realitzada durant un sever hivern, va ser un complet desastre. Les marxes esgotadores, el temps gèlid i les freqüents escaramusses amb l'avantguarda de les tropes franceses van provocar una caiguda en l'alcoholisme de nombroses tropes, i el seu consegüent abandó davant l'avanç francès.
Després de la batalla de Benavente les divisions generals de Beresford, responsables de la protecció de les terres zamoranes, marxaren amb Moore deixant la zona indefensa, i quan el 5 de gener grup de l'artilleria francesa s'aproximà a Zamora per diferents camins, un grup de voluntaris va aconseguir atacar un grup de francesos a Monfarracinos fent dos presoners i capturant tres cavalls i dues peces d'artilleria. Plens d'entusiasme per la petita victòria obtinguda, sobrevalorant les seves capacitats i contra l'opinió dels pocs militars professionals presents, el grup de voluntaris, que no disposava de mitjans per carregar els canons, va decidir fer-se fort al pont de Villagodio sobre el riu Valderaduey.

## Batalla
La lluita es va allargar durant tot el dia, però els 800 voluntaris zamorans, mal equipats, desorganitzats i inexperts, no foren rival per les forces conjuntes dels generals Pierre Belon Lapisse i Pierre Honoré Anne Maupetit, perfectament equipats, instruïts i experts en batalla, que provinents de Toro els van tallar la retirada i una càrrega dels dragons va acabar amb la resistència.

## Conseqüències
130 zamorans van morir i molts altres van resultar ferits o van ser fets presoners, amb un total de mig miler de baixes. Els francesos van estar tres dies estudiant les defenses de la ciutat i el 10 de gener van penetrar en ella per una bretxa a la muralla que van obrir amb l'artilleria costat de l'antiga porta de Sant Pablo, i prenent la ciutat sense combat.
Moore va arribar a Lugo el 6 de gener i va decidir descansar uns dies mentre decidia a quin port havia de dirigir-se entre Vigo, la Corunya i Ferrol. En decidir-se per la Corunya l'avantguarda, que anava cap a Vigo havia de canviar de direcció i anar cap a Lugo, on fou atrapada per l'avanguarda de Soult, que fou rebutjat.
A La Corunya, el foc de cobertura dels vaixells de guerra va mantenir a Soult a distància i els successius atacs francesos van ser rebutjats, permetent l'embarcament de 2.872 soldats de cavalleria, 2.686 artillers, conductors i conductors, i 19.599 soldats d'infanteria que van retornar sans i estalvis al Regne Unit.